# Cerastium thomsonii
Cerastium thomsonii är en nejlikväxtart som beskrevs av Joseph Dalton Hooker. Cerastium thomsonii ingår i släktet arvar, och familjen nejlikväxter. Inga underarter finns listade i Catalogue of Life.